# Монтан
Монтан (лат. Montanus) је био ранохршћански проповедник из 2. века и један од зачетника покрета "Новог пророчанства", касније по њему названог монтанизам.
Према предању, Монтан је био евнух пре примања хршћанства. Он је прешао на хршћанство као одрастао човек. Према неким изворима пре преобраćења је био свешеник фригијског култа Велике Мајке(Кибеле), што није сасвим сигурно. Чињеница је да су теолошки полемичари приговарали монтанистима да су неке ствари преузели из Кибелиног и Изидиног култа. Монтан је, око 157. године, као још неофит, почео да наступа као пророк кроз кога наводно говори параклет (Свети дух). Монтан је говорио:
Јер, праведан човек ће сијати стоструко боље од Сунца, па чак и најмањи међу вама који су спашени, (ће сиати) стоструко сјајније од “Месеца
(―)
Монтан је проповедао 160-их година у малоазијској покрајини Фригији, тврдећи да је примио низ објаве од светог Духа. Он је желео да извуче хршћане из заједнице и да оснује нову заједницу одвојену од света, која ће се припремити за силазак »горњег Јерусалима«. Монтан је село Пепуза у Фригији прогласио Новим Јерусалимом. Са њиме су увек ишле две пророчице, Приска (или Присцила) и Максимилија, које су тврдиле да их свети Дух покреће и надахњује. Њих троје су проповедали у екстатичним стањима подстичући људе да посте и да се моле, како би доживели откровење. Код Монтана налазимо рани облик вјере у тројство Оца, Сина и светог Духа:
„Ја сам Отац, Син и Параклет. “
(―)
Монтан није себе сматрао Параклетом, већ је веровао да као пророк говори у »екстази«, односно да бог преузима његове моћи и говори кроз њега. Ако су га Параклетом сматрали каснији монтанисти, то је резултат легендарне деификације.
Монтан је заступао еклезиални пуризам, схватање по ком у Цркви нема места за грешнике, како нам сведочи један Монтанов »oraculum«:
„Може Црква отпустити гриех, али нећу то чинити, да не би и други грешили«.“
(―)
Монтан је умро по свој прилици негде око 177. године.

## Учења
Учења монтанизма укључују:
1. Доћи ће нова ера просперитета и ускоро ће у Пепузу бити основан Нови Јерусалим.
2. Можете се венчати само једном.
3. Напуштање брака из духовних разлога је дозвољено.
4. Сваки прави хришћанин морао је да поседује препознатљиве духовне дарове.
5. Мучеништво је охрабрено, а покушај бекства виђен је као нешто лоше
6. Пророци су могли опростити грехе.[1]
7. Црква никада не би могла да дозволи повратак отпадника, убица и блудника.[12]
8. Супротстављање формализму у теологији.[13]
9. Велики нагласак је на моралу.[2]